# 王子雀鲷
王子雀鲷（学名：Pomacentrus vaiuli）为輻鰭魚綱鱸形目雀鲷科雀鲷属的鱼类。

## 分布
本魚分布于印度西太平洋區，包括日本、臺灣、越南、印尼、澳洲、馬紹爾群島、密克羅尼西亞、馬里亞納群島、庫克群島、關島、吉里巴斯、東加、萬那杜、薩摩亞群島等海域，主要栖息于礁体外围以及圆石或碎礁处。该物种的模式产地在萨摩亚。

## 深度
水深1至45公尺。

## 特徵
本魚體側扁，呈卵圓形。成魚與幼魚體色不同，幼魚體為藍紫色，但頭部與背部為橘黃色，並具2至3條藍色細縱帶，背鰭後方具一黑眼斑。成魚全身為黃紫色，每一鱗片均具深色緣與紫色斑點，背鰭仍具黑斑，鰓蓋上方具一小綠斑。背鰭硬棘13枚；背鰭軟條15至16枚；臀鰭硬棘2枚；臀鰭軟條15至16枚，體長可達10公分。

## 生態
本魚棲息礁石混合區，幼魚常躲藏於礁石縫穴中。屬雜食性，以絲狀藻及小型無脊椎動物為主，產黏著卵。

## 經濟利用
為觀賞性魚類。

## 扩展阅读
維基物種上的相關：王子雀鲷